# Milan-San Remo 1966
La 57e édition de la course cycliste, Milan-San Remo a eu lieu le 20 mars 1966 et a été remportée par le Belge Eddy Merckx. Il s'impose au sprint et signe à 20 ans la première de ses sept victoires sur l'épreuve,.

## Résumé
Après le Passo del Turchino, 17 coureurs sont échappés, mais ils sont rejoints par le peloton avant le Poggio. Raymond Poulidor, à la recherche d'une deuxième victoire, attaque sur le Poggio, mais est rattrapé avant d'entrer dans San Remo. Un large groupe se précipite à l'arrivée sur la Via Roma, mené par le champion d'Italie Michele Dancelli. Le jeune Belge Eddy Merckx, en route pour écrire sa légende, gagne le sprint de quelques centimètres devant l'Italien Adriano Durante, remportant sa première classique internationale. À 20 ans, il devient le plus jeune vainqueur de la « Classicissima ». Selon la légende, sa mère, restée en Belgique, s'évanouit d'émotion devant la télévision.

## Classement final
|    | Cycliste            | Équipe                | Temps           |
| -- | ------------------- | --------------------- | --------------- |
| 1  | Eddy Merckx         | Peugeot-Michelin-BP   | 6 h 40 min 40 s |
| 2  | Adriano Durante     | Salvarani             | m. t.           |
| 3  | Herman Van Springel | Dr. Mann-Grundig      | m. t.           |
| 4  | Michele Dancelli    | Molteni               | m. t.           |
| 5  | Adriano Passuello   | Legnano-Pirelli       | m. t.           |
| 6  | Rolf Maurer         | Filotex               | m. t.           |
| 7  | Raymond Poulidor    | Mercier-Hutchinson-BP | m. t.           |
| 8  | Franco Balmamion    | Sanson                | m. t.           |
| 9  | Hubertus Zilverberg | Televizier-Batavus    | m. t.           |
| 10 | Roberto Poggiali    | Bianchi-Mobylette     | m. t.           |